# Incarvillea
Incarvillea é um género botânico pertencente à família Bignoniaceae, nativo da Ásia, principalmente da China, encontrado no Himalaia e Tibete.

## Sinonímia
Amphicome  , Gloxinia

### Espécies
Apresenta 34 espécies:
Incarvillea altissima
 Incarvillea arguta
 Incarvillea argyi

Incarvillea berezovskii
 Incarvillea bonvaloti
 Incarvillea brevipes

Incarvillea chinensis
 Incarvillea compacta
 Incarvillea delavayi

Incarvillea diffusa
 Incarvillea dissectifolia
 Incarvillea dubia

Incarvillea emodi
 Incarvillea foliosa
 Incarvillea forrestii

Incarvillea grandiflora
 Incarvillea himalayensis
 Incarvillea koopmanni

Incarvillea longiracemosa
 Incarvillea lutea
 Incarvillea mairei

Incarvillea mariesii
 Incarvillea oblongifolia
 Incarvillea olgae

Incarvillea parasitica
 Incarvillea potanini
 Incarvillea principis

Incarvillea przewalskii
 Incarvillea semiretschenskia
 Incarvillea sinensis

Incarvillea tomentosa
 Incarvillea variabilis
 Incarvillea wilsonii

Incarvillea younghusbandi
 Incarvillea younghusbandii
 Incarvillea zhongdianensis

Incarvillea Hybriden

## Nome e referências
Incarvillea Juss.